# だるま (食堂)
だるまは、大阪府大阪市浪速区に本店を構える串カツ専門店（チェーン）。経営会社は株式会社一門会。
大阪新世界を拠点に、二大繁華街のミナミとキタ、新大阪などに展開する。"二度付け禁止ソース"が名物だったが、2020年から発生したパンデミックによる影響で、ソースの容器が平凡なボトルタイプに変更、また"二度付け禁止ソース"は希望制で有料となった。

## 歴史
1929年に大阪市浪速区霞町1丁目（現・恵美須東2丁目）に1号店が開店した。2012年現在では新世界名物となった串カツの誕生である。
2016年現在の店主は4代目。もっとも当時から近年に至るまで、串カツ店のチェーン展開などの動きは見られなかった。2000年には当時の店主（3代目）が病に倒れ、創立以来の閉店危機に陥ってしまう。そこに学生時代からの常連客である俳優の赤井英和が助けに動いた結果、店は再開されたうえにそれまで以上に繁盛するようになった（詳細は赤井英和#「だるま」の赤井さんを参照）。これ以来、新世界やミナミに次々と出店するようになり、2010年にはキタに出店した。
2014年4月18日には安倍晋三首相（当時）が通天閣店を訪れ、大きく報じられた。また、同年6月にはタイのバンコクに出店、2015年12月には台湾の台北に出店した（その後、海外店舗はいずれも閉店）。

## 赤井英和との関係
学生時代からの常連客であり、#歴史で述べたように店の危機を救おうとするほどだるまを愛してやまない赤井は、司会を務める関西ローカル番組『ごきげん!ブランニュ』でも頻繁にだるまについて言及している。

## メニュー
基本的に注文は1品ずつ行う形式であるが、なんば本店、法善寺店、道頓堀店、心斎橋店にはコースメニューがある。

## 店舗
2021年1月現在、大阪府に14店舗、東京都に1店舗を構えている。公式サイトも参照とのこと。
新世界
- 新世界総本店 - 大阪市浪速区恵美須東2-3-9
- ジャンジャン店 - 大阪市浪速区恵美須東3-4-4
- 通天閣店 - 大阪市浪速区恵美須東1-6-8
- 動物園前店 - 大阪市浪速区恵美須東2-4-5

ミナミ
- なんば本店 - 大阪市中央区難波1-5-24
- 法善寺店 - 大阪市中央区難波1-1-4
- 道頓堀店 - 大阪市中央区道頓堀1-6-4
- 心斎橋店 - 大阪市中央区心斎橋筋1-5-17

キタ
- 北新地店 - 大阪市北区曾根崎新地1-5-25
- きわ味北新地店 - 大阪市北区曾根崎新地1-5-25 だるまビル3F
- ルクアイーレ店 - 大阪市北区梅田3-1-3-10F
- クロス茶屋町店 - 大阪市北区茶屋町15-29

新大阪
- 新大阪駅なか店 - 大阪市淀川区西中島5-16-1 JR新大阪駅　「ASTY新大阪」（新幹線駅改札内）
- アルデ新大阪店 - 大阪市淀川区西中島5-16-1 JR新大阪駅2階アルデ新大阪

その他
- 京都ポルタ店 - 京都府京都市下京区烏丸通塩小路下る東塩小路町902番地

### かつて存在した店舗
- 浜松店 - 静岡県浜松市中区（現：中央区）鍛冶町 浜松べんがら横丁（2006年3月 - 2008年3月）
- 姫路店 - 兵庫県姫路市魚町15（2007年8月 - 2019年3月）
- タイランド店 - バンコクトンロー地区
- 台湾中山長安店 - 台湾台北市中山区長安東路一段15号1F、B1 2019年2月28日閉店
- きわ味銀座店 - 東京都中央区銀座6-10-1 GINZA SIX 6階